# Omaruru Game Lodge Airport

i7
i11
i13
Der Omaruru Game Lodge Airport (ICAO-Code: FYGL) ist einer von zwei Flugplätzen bei Omaruru in Namibia. Der Flugplatz liegt 18 Kilometer nordöstlich der Stadt unweit nördlich des gleichnamigen Flusses. Er wird von der Omaruru Game Lodge betrieben.
Der Flugplatz verfügt über drei Hangar und ein kleines Terminal. Die Start-/Landebahn hat eine Länge von 1250 Metern und ist asphaltiert.
Der städtische Flugplatz (FYOM), Omaruru Airfield, befindet sich hingegen etwa drei Kilometer nordwestlich des Stadtzentrums auf 1289 m. Er verfügt über zwei Start- und Landebahnen mit einer Kiestragschicht und wird nicht mehr aktiv genutzt. Hier soll teilweise (Stand September 2021) ein neues, privates Stadtviertel von Omaruru, Wolke 9 entstehen.